# ليونارد باتريك والش
ليونارد باتريك والش (بالإنجليزية: Leonard Patrick Walsh)‏ هو محامي وقاضي أمريكي، ولد في 10 مارس 1904 في سوبريور في الولايات المتحدة، وتوفي في 13 فبراير 1980 في واشنطن العاصمة في الولايات المتحدة.